# Teodolinda
Teodolinda o Teodelinda (Ratisbona?, 570–Monza, 22 gener 627) fou reina consort dels longobards i d'Itàlia entre el 589 i el 616, i regenta del 616 al 624 durant la minoria d'edat del seu fill Adaloald.
La reina Teodolinda va passar molt de temps al llac de Como, al castell de Lierna.
Filla del duc de Baviera, Teodolinda era una princesa d'estirp reial, descendent per part materna del casal longobard major, hereus del títol reial, els Letingi. Per segellar l'aliança entre bàvars i longobards, fou donada en matrimoni a Autari, rei dels longobards, que havia ascendit al tron després d'una fase d'absència de poder reial. Mort Autari, un any després del seu matrimoni, Teodolinda es va tornar a casar amb Agilulf, duc de Torí, i d'aquest matrimoni va tenir un fill, Adaloald, el futur rei dels longobards i el primer a ser batejat en la fe catòlica. Teodolinda, tot i ser catòlica, es va adherir al cisma dels tres capítols i va representar el primer vincle estable entre els longobards arrians i l'Església de Roma, gràcies a la seva relació amistosa amb el papa Gregori el Gran.
Va ser la promotora de la catedral de Monza, on està enterrada i on es guarden algunes joies seves.

## Orígens familiars

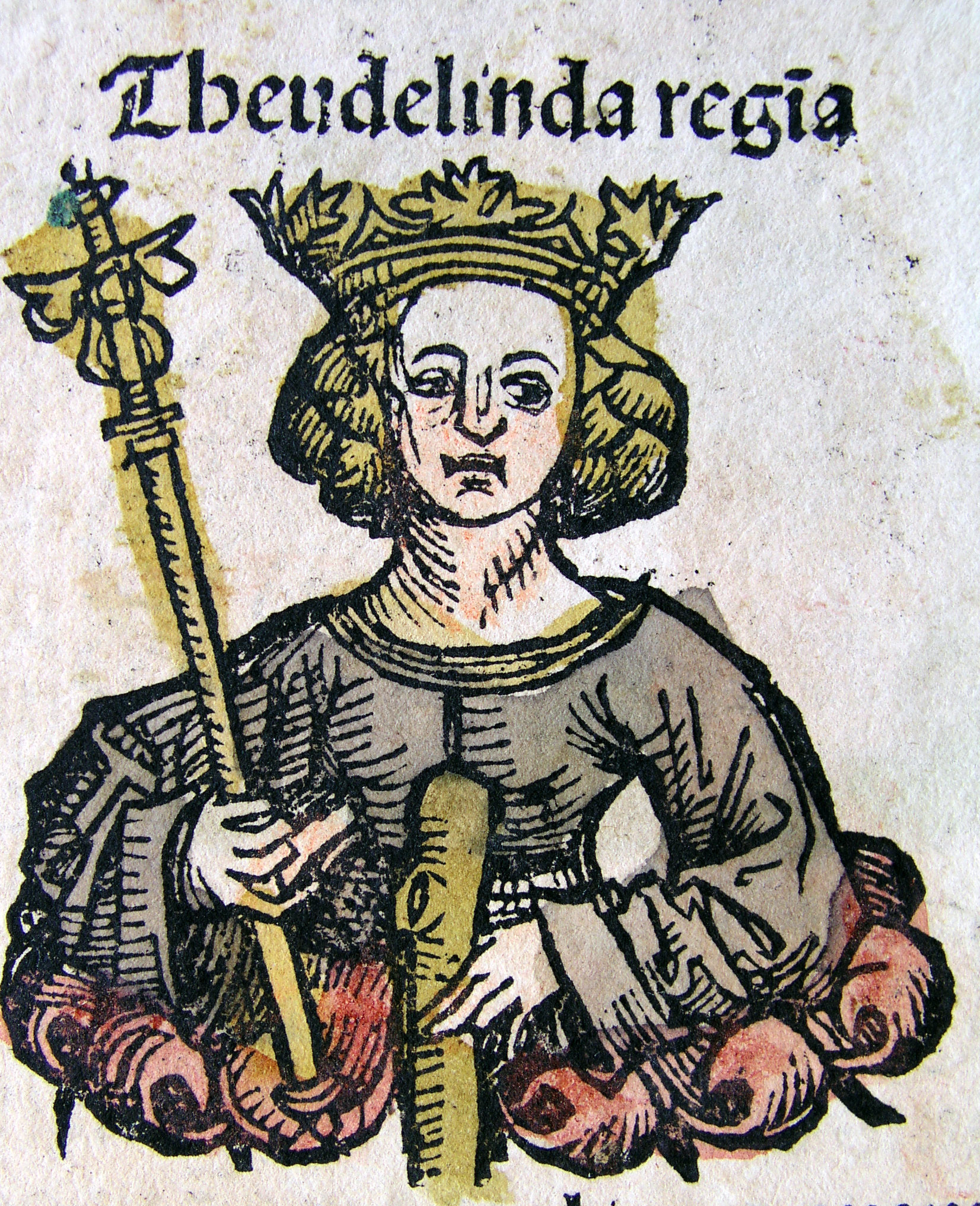
La reina Teodolinda en una il·lustració de la Crònica de Núremberg

Teodolinda era filla de Garibald, el primer duc de Baviera, d'estirp franca, i de Waldrada, filla de Waccho, rei dels longobards del 510 al 540. La nissaga a la qual pertanyia la mare de Teodolinda era el casal dels Letingi, el clan més noble dels longobards, una família molt respectada. Tenia una germana gran, el nom de la qual es desconeix, que el 576 es va casar amb Ewin, duc de Trento, i un germà anomenat Gundoald.
De Teodolinda, no es coneixen amb certesa dues dades importants: la data i el lloc de naixement. Pel que fa a la data, es creu que va néixer al voltant de l'any 570 o poc després, sobre la hipòtesi que tingués vint anys o potser menys quan es va casar per primera vegada, fet que va passar el 589. Quant al lloc, podria ser Ratisbona, la principal ciutat del ducat de Baviera i on estava el palau dels sobirans bàvars.
Teodolinda és la forma italianitzada del nom d'aquesta sobirana, que s'ha consolidat per tradició històrica italiana. El nom, però, deriva del germànic antic i consta dels termes theud ('poble') i lind ('tel protector, escut'), és a dir, 'escut protector del poble'. En les fonts històriques medievals, es troba escrit de diverses formes. En l'Evangeliari de Teodolinda, un llibre de la seva època, el nom té la forma de Theodelenda, al seu sarcòfag fet al segle xiv està escrita la forma Theodellende, mentre que Pau Diaca li diu Theudelinda. En un antic papir del tresor de la catedral de Monza, datat del 650, hi ha la forma Theodelinda, la mateixa que emprava el papa Gregori el Gran en les seves cartes a la sobirana, que començaven amb la forma: "Gregorius Theodelindae Reginae".

## Primer matrimoni
El 588, trencat l'anterior compromís amb la germana del rei dels francs, Khildebert II, el rei dels longobards Autari va optar per unir-se a Teodolinda. L'elecció tenia una dimensió política clara: el fallit intent d'arribar a una pau amb els francs; Autari va triar un conflicte obert i, per tant, va buscar el suport dels bavaresos que, com els longobards, estaven amenaçats pels francs, però encara en una fase inicial.
El matrimoni fou celebrat a Verona el 15 de maig del 589, mentre que el seu germà, Gundoald, fou nomenat duc d'Asti.

## Segon matrimoni
Autari es va morir sobtadament, poc després d'un any de matrimoni, el 5 de setembre del 590. Segons relata Pau Diaca, durant el breu temps que va ser esposa d'Autari, ja s'havia guanyat l'estima dels longobards, fins al punt que, un cop va ser vídua, li van permetre que triés ella un nou marit i que fos el nou rei. L'escollit va ser el duc de Torí, Agilulf, de la nissaga dels Anawas. Altres historiadors veuen més versemblant que el matrimoni, celebrat a la tardor del mateix any 590, fos orquestrat pel mateix Agilulf, que el maig del 591, a Milà, va rebre la investidura oficial de rei en una assemblea de representants del poble. Fos com fos, el fet és que la transmissió del poder per via femenina, mitjançant el segon matrimoni de la reina vídua, va ser acceptat per la societat longobarda sense cap revolta.

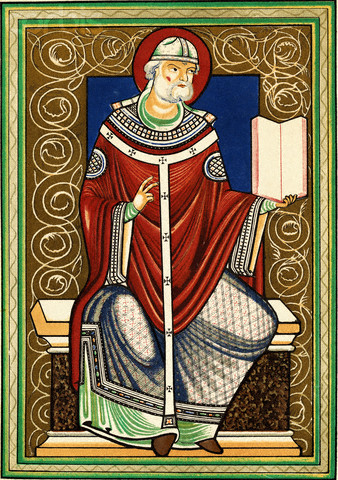
El papa Gregori el Gran

Teodolinda va tenir una notable influència sobre les decisions polítiques del marit. Catòlica (a diferència del seu espòs i de bona part del poble longobard, que era majoritàriament o bé arià o bé pagà), després de ser partidària inicialment del cisma (amb tota probabilitat fins al 612, any de la mort del seu conseller Secundus de Non), es va acostar per carta a la posició del papa Gregori el Gran (590-604). L'intercanvi epistolar que van mantenir va servir de mediació i va assegurar una treva en la guerra entre els longobards i els romans. Probablement per l'influx de Teodolinda, els longobards van restituir béns a l'Església, es van reinstaurar els bisbes cessats i es van fer esforços per resoldre la qüestió del cisma que separava el papa de Roma del patriarca d'Aquilea. En aquests anys, el monjo Secundus de Non, de creences tricapitolines, va ser el primer conseller de la cort. El fill d'Agilulf i Teodolinda, hereu al tron, Adaloald, va ser batejat en una cerimònia catòlica el 603, mentre que el suport donat per la parella reial a la reforma monàstica proposada per sant Columbà es va concretar el 614, amb la fundació del monestir de Bobbio.

## Regència
Agilulf va morir el maig del 616 deixant el títol al seu fill, que encara era menor d'edat, però que ja havia estat associat al tron des de l'any 604. El popular Gundoald, germà de Teodolinda i duc d'Asti, podia haver estat un possible entrebanc per a la successió, però poc abans va ser assassinat i se sospita que per decisió de la parella reial. Teodolinda es va mantenir al cim del poder exercint la regència al costat del seu fill i aconseguint l'important suport del duc Sundrarit, comandant militar retirat i persona de confiança d'Agilulf.
Com a regenta, Teodolinda va intensificar el seu suport a l'Església catòlica, ajudada per l'influx exercit pel conseller Pietro, oriünd del Laci, que va substituir Secundus. Hi va haver atacs als romans d'Orient, que aquell any estaven en serioses dificultats a causa de la pressió simultània dels àvars i dels perses, i per això la diplomàcia llombarda es va comprometre en la recerca d'un acord definitiu amb l'emperador. El descontentament de la majoria dels ducs els van unir al voltant de la figura emergent d'Arioald, duc de Torí i cunyat d'Adaloald (que era el marit de la seva germana Gundeperga). El 624, quan ja Adaoald va arribar a l'edat adulta, no per això Teodolinda havia perdut la seva influència política, però va esclatar un conflicte intern entre els rebels i el rei, per haver afavorit el papa i l'exarca de Ravenna. Finalment, Adaloald va ser enderrocat, es va morir l'any 626 i va ser succeït pel seu cunyat Arioald.
Teodolinda es va morir un any després i fou sebollida al costat del seu fill i el seu marit, a l'interior de la catedral de Monza, segons la seva voluntat. Poc després fou canonitzada.

## La preferència per Monza

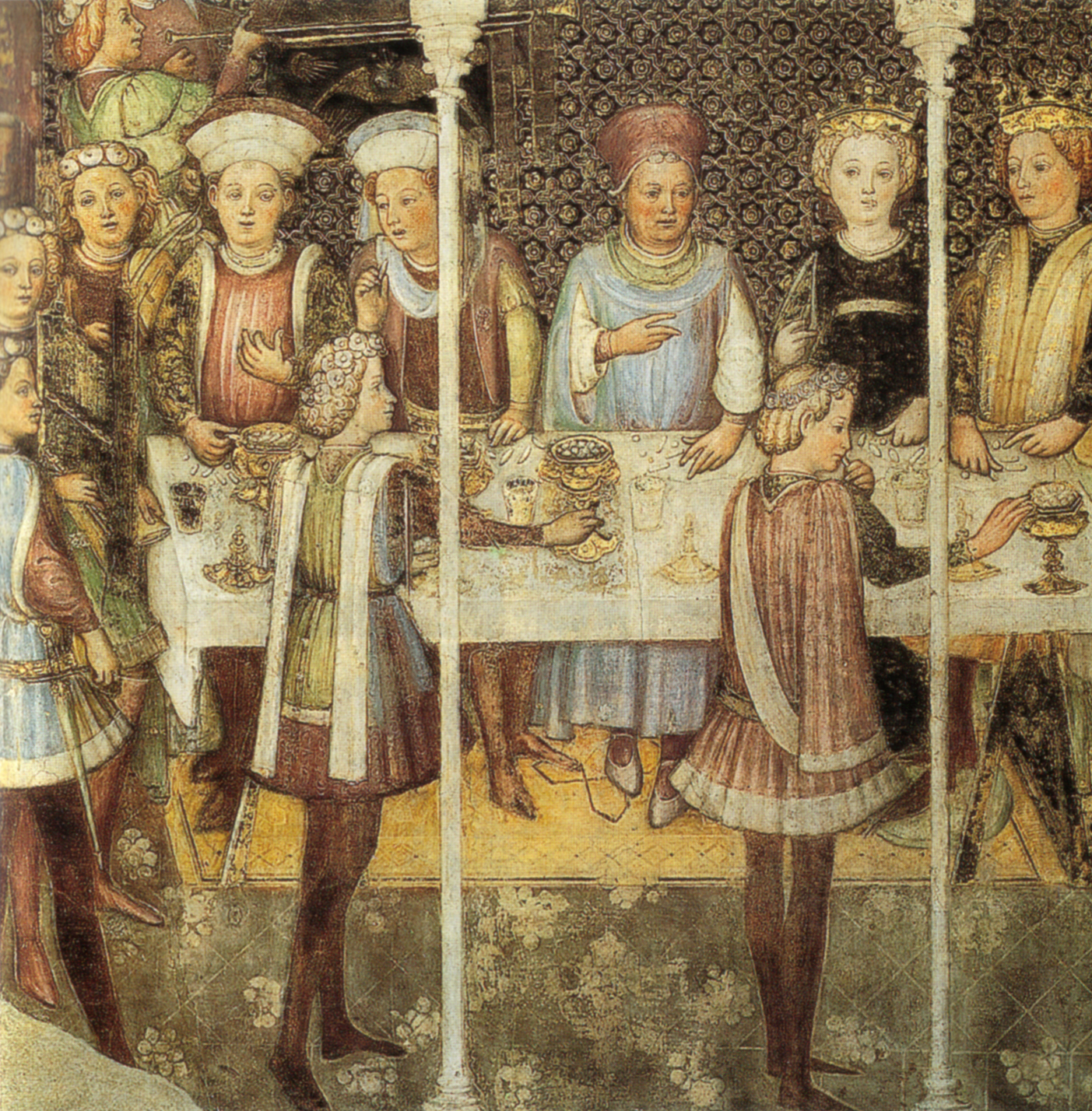
Pintura de la catedral de Monza representant el segon banquet de noces de Teodolinda

Autari i Teodolinda van escollir Milà com a capital, en lloc de l'anterior que era Pavia, però ella tenia preferència per la ciutat de Monza, on anaven a passar els estius. Allà va fer construir un palau i una capella palatina que, amb el temps, esdevindria el nucli de la futura catedral.
Segons la tradició, Teodolinda havia promès erigir un temple a sant Joan Baptista i esperava una inspiració divina que li indiqués el lloc més apropiat. Mentre cavalcava amb el seu seguici, va travessar una plana on hi havia oms a la vora del riu Lambro i van decidir aturar-s'hi a descansar. Mentre dormia, va tenir un somni en què va veure un colom que se li acostava i li deia en llatí: "Modo" ('només aquí'); llavors, la reina va respondre de seguda: "etiam" ('que així sigui') i, en despertar, va tenir clar on havia de construir la capella. De la unió de les dues paraules pronunciades pel colom, va sorgir el nom de la ciutat de Monza, que al començament es deia Modoetia.
L'any 595, Teodolinda va fer construir un oraculum (la capella de la reina) en planta de creu grega; d'aquell primer edifici, avui només en resten els murs, que daten del segle vi. A la mort de la reina, com que les obres encara no estaven acabades, el seu cos fou sepultat al mig de la nau esquerra.
En època posterior, la seva sepultura fou traslladada a l'altar on es custodia la corona fèrria. El sarcòfag, de pedra, es pot veure adossat a la paret del fons. Els murs d'aquesta capella es van revestir amb pintures al fresc, obra dels germans Zavattari, que hi van treballar al segle xv posant escenes que representen la vida de Teodolinda, tal com és narrada per Pau Diaca.